# ГЕС Джоретанг
ГЕС Джоретанг (англ. Jorethang Loop Hydro-Electric Project, JLHEP) – гідроелектростанція на сході Індії у штаті Сіккім. Знаходячись після ГЕС Ранґіт IV, становить нижній ступінь в каскаді на річці Ранґіт, правій притоці Тісти (дренує східну частину Гімалаїв між Непалом та Бутаном і в свою чергу впадає праворуч до Брахмапутри).
В межах проекту річку перекрили водозабірною греблею висотою 17 метрів та довжиною 108 метрів, яка утримує мале сховище з площею поверхні лише 0,14 км2. Звідси вода спрямовується у прокладений через лівобережний гірський масив дериваційний тунель довжиною 6,8 км, з’єднаний на завершальному етапі з балансувальною камерою шахтного типу висотою 62 метри та діаметром 25 метрів. Далі ресурс потрапляє у напірний водовід довжиною 315 метрів та діаметром 6 метрів, що виводить до наземного машинного залу.
Основне обладнання станції становлять дві турбіни типу Френсіс потужністю по 48 МВт, які при напорі у 80 метрів забезпечують виробництво 535 млн кВт-год електроенергії на рік.
Відпрацьована вода повертається в річку по відвідному каналу довжиною 40 метрів.
Видача продукції відбувається по ЛЕП, розрахованій на роботу під напругою 220 кВ.